# Departamento Bermejo (Formosa)
Bermejo es un departamento de la provincia de Formosa, Argentina.
Tiene una superficie de 12 850 km² y limita al norte con la República del Paraguay —de la que la separa el río Pilcomayo—, al este con el departamento de Patiño, al sur con la provincia de Chaco —de la que la separa el río Bermejo—, y al oeste con los departamentos de Ramón Lista y Matacos.

## Localidades
La mayor parte de la población se agrupa en pequeñas localidades de carácter rural, algunas de ellas de reciente formación.
| Departamento | Cabecera    | Otras localidades (Población 2010) |
| ------------ | ----------- | --- |
| Bermejo      | Laguna Yema | Fortín Soledad (370 hab.) Guadalcázar (146 hab.) Lamadrid (63 hab.) La Rinconada (745 hab.) Los Chiriguanos (1225 hab.) Pozo de Maza (736 hab.) Pozo del Mortero (528 hab.) Vaca Perdida (224 hab.) |

## Demografía
El censo nacional de 1947 registró por primera vez la población del departamento Bermejo, —entonces dentro de la jurisdicción del territorio nacional de Formosa—, que ascendía a 3470 habitantes. El siguiente censo nacional se realizó en 1960 y relevó una población de 6692 habitantes, sin registrarse población urbana. Diez años después, el censo de 1970 registró una población de 7330 habitantes, en su totalidad de carácter rural. Un núcleo de población urbana se registró por primera vez en 1980 en la localidad de Laguna Yema, que tenía entonces 1063 habitantes.
Cuenta con 15 644 habitantes (Indec, 2022), lo que representa un incremento promedio anual del 0.94% frente a los 14 046 habitantes (Indec, 2010) del censo anterior. La mediana de edad se estableció en 25 años.
| Gráfica de evolución demográfica de Departamento Bermejo entre 1991 y 2022 |
|                                                                            |
| Fuente: Censos nacionales del INDEC                                        |